# KFM 정오종합뉴스
《KFM 정오종합뉴스》는 KFM 경기방송에서 방송했던 라디오 뉴스 프로그램이다.

## 역사
1997년 12월 2일 KFM 경기방송 개국과 함께 《KFM 낮 종합뉴스》라는 제목으로 첫방송하면서 낮 12시 30분에 방송하다가, 2004년 2월 2일부터 "KFM 정오종합뉴스"로 제목을 변경하면서 낮 12시로 시간대를 앞당겼으며, 원래는 매일 방송이었으나, 2019년 4월 6일부터 주말 방송으로 축소되어 방송하다가, 2020년 3월 29일 KFM 경기방송 폐국과 함께 폐지되었다.

## 앵커
- 경기방송 아나운서

## 역대 방송시간
| 방송 채널    | 방송 기간                        | 방송 시간                | 제목             |
| ------------ | -------------------------------- | ------------------------ | ---------------- |
| KFM 경기방송 | 1997년 12월 2일 ~ 2004년 2월 1일 | 매일 낮 12:30 ~ 낮 12:40 | KFM 낮 종합뉴스  |
| KFM 경기방송 | 2004년 2월 2일 ~ 2019년 3월 31일 | 매일 낮 12:00 ~ 낮 12:10 | KFM 정오종합뉴스 |
| KFM 경기방송 | 2019년 4월 6일 ~ 2020년 3월 29일 | 주말 낮 12:00 ~ 낮 12:10 | KFM 정오종합뉴스 |